# Partido Nacional (Uruguay)

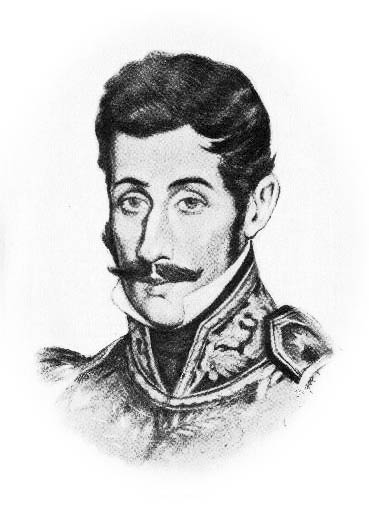
Manuel Oribe

Die Partido Nacional (früher Partido Blanco, deutsch Nationale Partei, Weiße Partei) ist eine Partei in Uruguay.
Die Partei gilt als eher konservativ, ländlich und kirchlich geprägt. Innerhalb der als Lema bezeichneten Gesamt-Partei existieren unterschiedliche programmatische Positionen, die sich in der Bildung diverser Sublema und einzelner Gruppierungen, den sogenannten Clubs oder Listen, manifestiert. Eine bedeutende Strömung innerhalb der Partido Nacional ist der sogenannte herreristische Flügel. Weitere bedeutende Sublemas sind bzw. waren beispielsweise die in den Wahlen 1958 (25,2 %) und 1962 (20,2 %) innerhalb der Partei die Stimmenmehrheit auf sich vereinigende Unión Blanca Democrática, die 1954 parteiintern die zweitstärkste Kraft (12,1 %) bildende Movimiento Popular Nacionalista, Herrerismo-Ruralismo (1966 stärkstes Sublema mit 19,2 %) oder Por la Patria / Movimiento Nacional Rocha (sog. Ferreira-Fraktion, die 1971 als stärkstes Sublema 30,3 % der Stimmen auf sich vereinigte).

## Geschichte
Die Partido Nacional wurde 1836 gegründet. Die ersten Jahrzehnte der Partei waren geprägt von Kämpfen gegen die Partido Colorado (deutsch Rote Partei). Im Jahr 1839 brach sogar ein Bürgerkrieg zwischen den Konservativen (Blancos) unter Manuel Oribe und den Liberalen (Colorados) unter José Fructuoso Rivera aus. Der Krieg dauerte bis ins Jahr 1851 und endete mit einem Sieg der Colorados. Die letzte Blanco-Regierung fiel 1865 dem Imperialismus der Colorados und ihrer ausländischen Verbündeten (Brasilien, Frankreich) zum Opfer. Erst 1958 kamen die Nationalisten dann wieder an die Macht.
Zwischen 1872 und 1904 kam es zu mehreren Aufständen der Blancos gegen die liberale Colorado-Regierung, die sich auf das liberale und sozialdemokratische Lager in Montevideo und dem südlichen Küstenstreifen stützte. Aparicio Saravia führte 1904 die letzte Revolution an, nachdem die Colorados in autoritärer Art Abkommen mit der National-Partei ignorierten.
Im Zuge der beginnenden Diktatur Gabriel Terras bestand mit der Verfassung von 1934 eine fraktionelle Spaltung der Blancos. Während die Machtverteilung jener Zeit parteiübergreifend von der Mehrheit der konservativen Fraktion gemeinsam mit dem antibatllistischen Flügel der Partido Colorado kontrolliert wurde, boykottierte die Fraktion der Partido Nacional Independiente den politischen Prozess. In der Folgezeit kandidierte diese eigenständig. Eine Wiedereingliederung in den politischen Prozess folgte im Zuge des sogenannten golpe bueno (guter Putsch) Alfredo Baldomirs durch diesen. Nach Parlamentsauflösung einigte sich Baldomir sowohl mit den oppositionellen Teilen der Blancos, der Partido Nacional Independiente, als auch der auf Seiten der Colorados ebenfalls in jener Zeit vom politischen Prozess ausgeschlossenen Fraktion der Partido Colorado Batllista auf eine Verfassungsreform. Die formelle Parteispaltung wurde hinsichtlich der Partido Nacional schließlich 1954 überwunden. Die daraus folgende Rückkehr der Partido Nacional Independiente in das Lema der Gesamtpartei und die Einbeziehung der Liga Federal de Acción Ruralista, einer im Ursprung anti-parteilichen und anti-modernistischen Bewegung, im Wege eines Bündnisses führte in der Folge zur Durchbrechung der fast hundert Jahre währenden Vorherrschaft der Colorados. Die Wahlen 1958 und 1962 entschieden die Blancos in der Folge mit 51,5 % bzw. 47,5 % zu ihren Gunsten.
Als die innenpolitische Lage von sozialen Spannungen und Unzufriedenheit der Bevölkerung mit der konservativen Regierung gekennzeichnet war, formierte sich die marxistische Bewegung der „Tupamaros“ (nach dem letzten Inkakönig Túpac Amarú), die als sogenannte „Stadtguerillas“ Terroranschläge verübten. In dieser Zeit unter den wieder regierenden Colorados (ab 1967) führte Wilson Ferreira Aldunate die Blancos. Er galt als der Generalstaatsanwalt Uruguays, da er die autoritären Colorados und die Tupamaros zugleich anklagte.
1990 wurde Luis Alberto Lacalle von der Partido Nacional neuer Staatschef (bis 1995), führte aber im Wesentlichen die Politik seines Vorgängers fort. Eine Währungsreform 1993 führte den Peso als neue Währung in das Land ein.

## Symbole

Flagge der Partei
Parteiwappen